# Condado del Rincón
El condado del Rincón es un título nobiliario español creado por el 
rey Alfonso XIII en favor de María Mitjans y Manzanedo, hija de Francisco Mitjans y Colinó y de Josefa de Manzanedo e Intentes, II marquesa de Manzanedo, mediante real decreto del 11 de febrero de 1909 y despacho expedido el 4 de mayo del mismo año.

## Condes del Rincón
|                           | Titular                                       | Periodo                   |
| Creación por Alfonso XIII | Creación por Alfonso XIII                     | Creación por Alfonso XIII |
| ------------------------- | --------------------------------------------- | ------------------------- |
| I                         | María Mitjans y Manzanedo                     | 1909-1941                 |
| II                        | Juan Manuel Mitjans y Murrieta                | 1941-1951                 |
| III                       | María del Carmen Mitjans y López de Carrizosa | 1951-2005                 |
| IV                        | Juan Manuel Mitjans y Domecq                  | 2007-hoy                  |

## Historia de los condes del Rincón
- María Mitjans y Manzanedo (n. París, 1867), I condesa del Rincón.[1]

Casó el 12 de abril de 1909, en Madrid, con Carlos Larios y Sánchez, mayordomo de semana y Gran Cruz del Mérito Militar. En 1941 le sucedió su sobrino, hijo de su hermano Juan Manuel Mitjans y Manzanedo, II duque de Santoña y III marqués de Manzanedo, casado con Clara Murrieta y Bellido:
- Juan Manuel Mitjans y Murrieta (n. Londres, 11 de noviembre de 1891), II conde del Rincón, III duque de Santoña, II marqués de Santurce, Gran Cruz de Beneficencia, gentilhombre de cámara del rey con ejercicio y servidumbre.[1]

Casó el 24 de octubre de 1910, en Córdoba, con María del Carmen López de Carrizosa y Martel (m. 1979), hija del II marqués del Mérito. El 23 de marzo de 1953 le sucedió, por cesión, su hija:
- María del Carmen Mitjans y López de Carizosa (m. Madrid, 5 de julio de 2005[5]), III condesa del Rincón.[1]

El 19 de enero de 2007, previa orden del 26 de junio de 2006 para que se expida la correspondiente carta de sucesión (BOE del 6 de julio), le sucedió su sobrino, hijo de su hermano Juan Manuel Mitjans y López de Carrizosa, casado con Consuelo Domecq y González:[cita requerida]
- Juan Manuel Mitjans y Domecq (n. Jerez de la Frontera, 16 de agosto de 1951), IV conde del Rincón, V duque de Santoña, IV marqués de Santurce, V marqués de Manzanedo.[4]

Casó el 16 de octubre de 1975 con María Cristina Basa Ybarra (n. 1953).